# 小細鯡
小細鯡為輻鰭魚綱鲱形目鲱科的其中一種，分布於非洲喀麥隆Sanaga河流域，體長可達30公分，棲息在河川下游、河口區，為迴游性魚類，可忍受鹽度的變化，主要以浮游生物為食，可做為食用魚。

## 擴展閱讀
維基物種上的相關：小細鯡